# Мусаханян, Айк
Айк Мусаханян (арм. Հայկ Մուսախանյան; род. 20 марта 1998, Минск) — французский футболист, полузащитник.

## Биография
Айк Мусаханян родился 20 марта 1998 года в Минске в армянской семье.
В возрасте семи лет вместе с родителями по приглашению родственников переехал во Францию. Отец Мусаханяна занимается автомобильным бизнесом, мать держит булочную.

## Карьера

### Молодёжные команды
Играет на позиции полузащитника. Занимался футболом в «Кольмаре», «Виттенайме» и «Бельфоре», в составе которого выступал в юношеском чемпионате Франции.

### «Энергетик-БГУ»
По достижении 18-летнего возраста не нашёл себе клуб во Франции.. В 2017 году по предложению отца начал профессиональную карьеру в Белоруссии в составе минского «Энергетика-БГУ». В 2017—2018 годах провёл в первой лиге 37 матчей, забил 6 мячей. В 2019—2020 годах в высшей лиге на счету Мусаханяна 41 матч и 3 гола.
По окончании сезона 2021 попрощался с минским клубом «Энергетик-БГУ». В составе столичного клуба Айк Мусаханян принял участие в 117 матчах, отличился 14 голами и 3 голевыми передачами.

### «Ноа»
В январе 2022 года на правах свободного агента перешёл в армянский клуб «Ноа». Дебютировал за клуб 24 февраля 2022 года в матче против ереванского клуба «Арарата», выйдя на поле в стартовом составе. Футболист сразу же закрепился в основной команде клуба, став одним из ключевых игроков. По итогу дебютного сезона футболист вместе клубом остановился на шестом итоговом месте в чемпионате. Сам футболист результативными действиями не отличился.
Новый сезон футболист начал с матча 30 июля 2022 года против клуба «Алашкерт», выйдя на поле в стартовом составе. Первым результативным действием за клуб отличился 2 октября 2022 года в матче против клуба «Ван», отдав голевую передачу. Начиная со второй половины сезона футболист стал чаще оставаться на скамейке запасных. Закончил чемпионат на итоговом восьмом месте, по ходу сезона выходив на поле также с капитанской повязкой.

### «Хака»
В августе 2023 года футболист перешёл в финский клуб «Хака», впоследствии выступал за армянский «Алашкерт».
В августе 2025 года заключил контракт с борисовским БАТЭ, в день старта второго круга высшей лиги-2025.

## Международная карьера
Рассчитывает выступать за сборную Армении, однако пока не получал приглашения.